# Hokej na lodzie na Zimowych Igrzyskach Olimpijskich 2022
Hokej na lodzie na Zimowych Igrzyskach Olimpijskich 2022 w Pekinie, stolicy Chińskiej Republiki Ludowej – w ramach tej dyscypliny zorganizowane zostały dwa osobne turnieje. Turniej kobiet odbył się w dniach 3-17 lutego 2022 (10 uczestniczących reprezentacji), a mężczyzn w dniach 9-20 lutego 2022 (12 uczestniczących reprezentacji). Spotkania odbyły się na Narodowym Krytym Stadionie, oraz na Wukesong Arenie.
W igrzyskach ponownie nie wystąpili gracze NHL. Dodatkowo reprezentanci i reprezentantki Rosji wystąpili pod flagą Rosyjskiego Komitetu Olimpijskiego, ze skrótem ROC.

## Zestawienie medalistów
| Konkurencja      | Mistrz IO 2018               | Złoto     | Srebro                      | Brąz      |
| Turniej kobiet   | Stany Zjednoczone            | Kanada    | Stany Zjednoczone           | Finlandia |
| Turniej mężczyzn | Olimpijscy sportowcy z Rosji | Finlandia | Rosyjski Komitet Olimpijski | Słowacja  |

## Turniej kobiet
Do turnieju zakwalifikowało się dziesięć drużyn, które przydzielono do dwóch pięciozespołowych grup:
| Grupa A - Stany Zjednoczone - Kanada - Finlandia - Rosyjski Komitet Olimpijski - Szwajcaria |  | Grupa B - Japonia - Czechy - Szwecja - Dania - Chiny |

## Turniej mężczyzn
Kraje uczestników turnieju przydzielono do trzech czterozespołowych grup:
| Grupa A - Kanada - Stany Zjednoczone - Niemcy - Chiny |  | Grupa B - Rosyjski Komitet Olimpijski - Czechy - Szwajcaria - Dania |  | Grupa C - Finlandia - Szwecja - Słowacja - Łotwa |